# Wspólna Pastwa

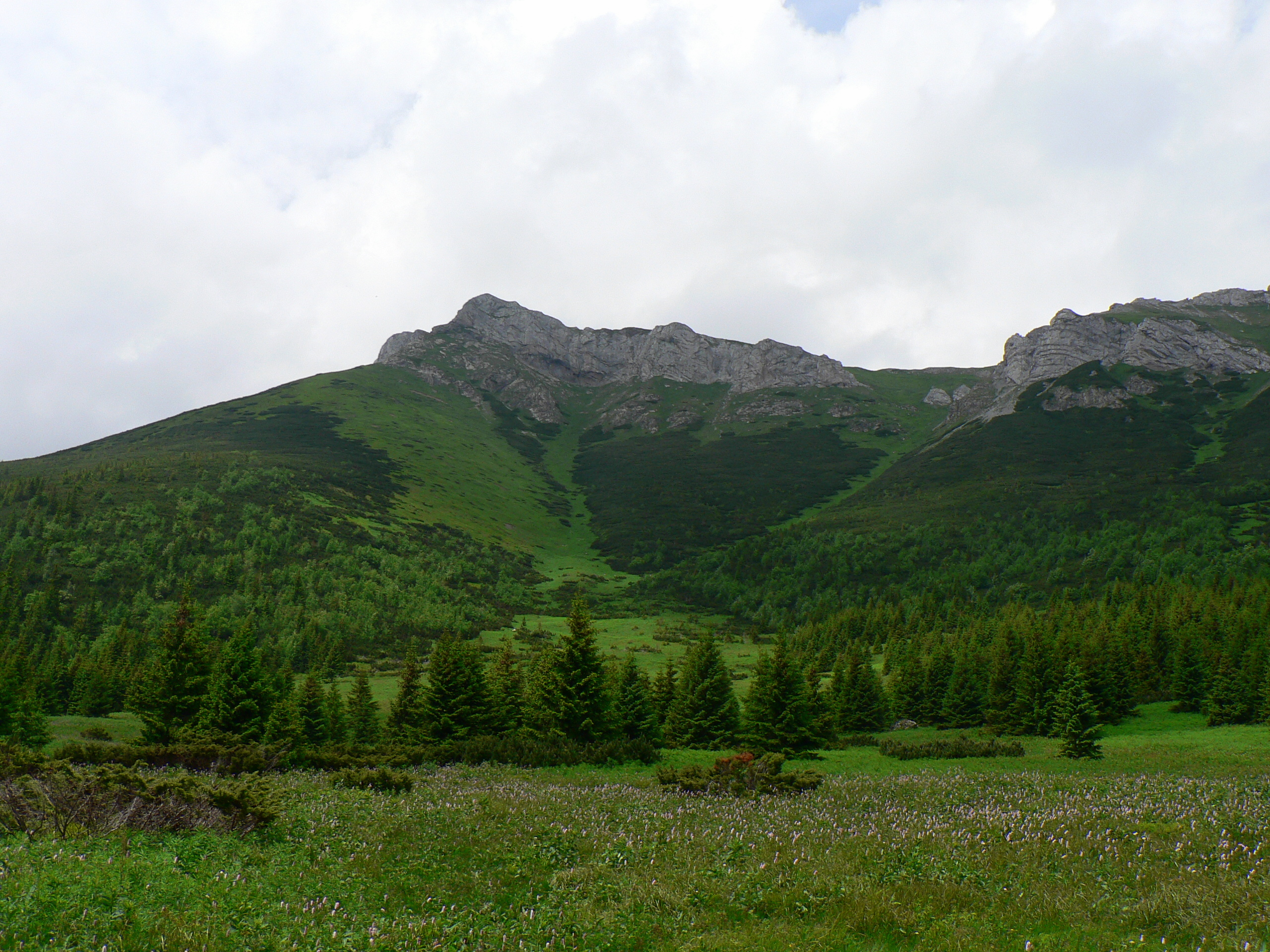
Wspólna Pastwa, ponad nią Golica Bielska i Bujacza Przełęcz

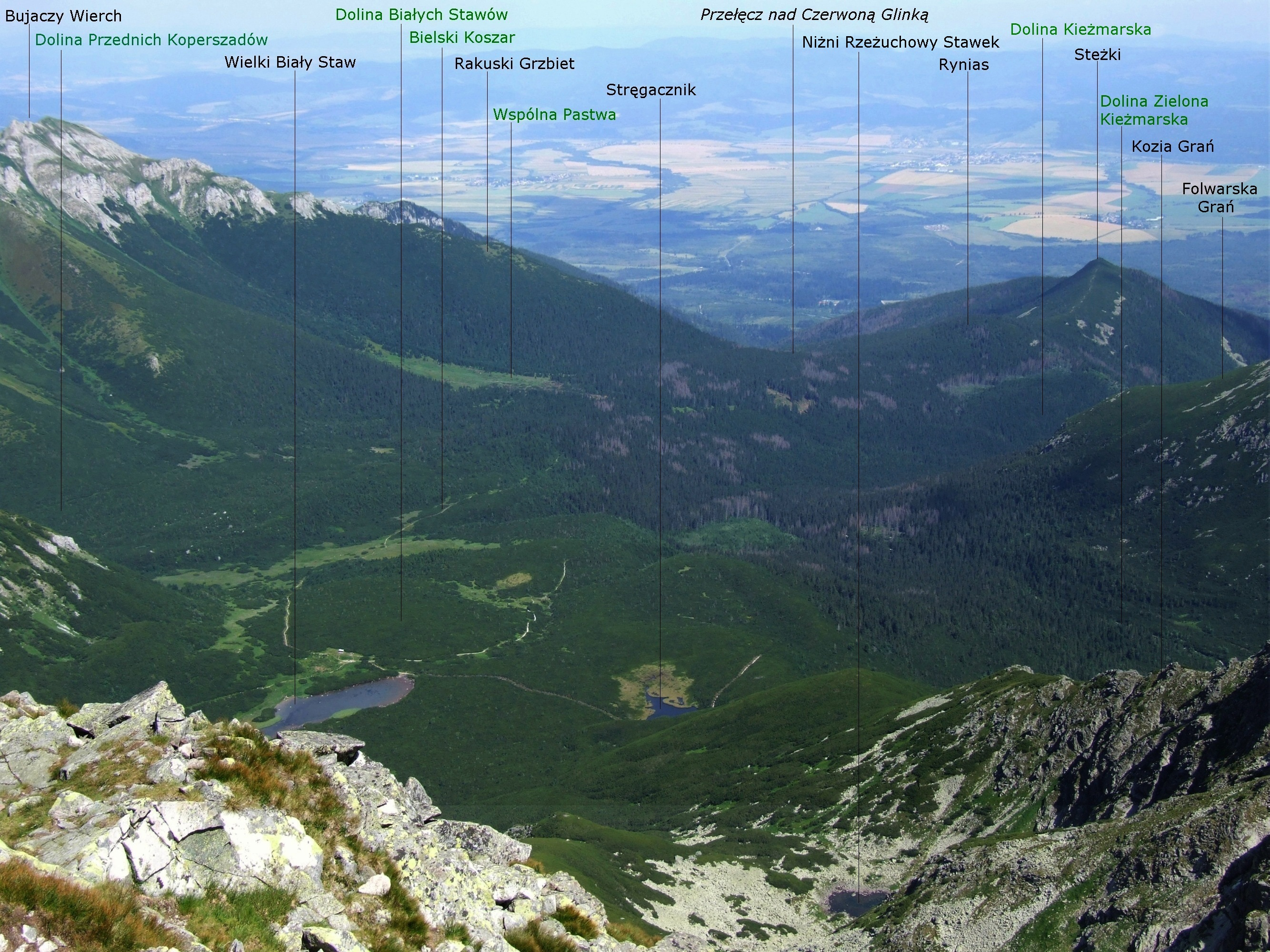
Widok z Jagnięcego Szczytu

Wspólna Pastwa lub po prostu Pastwa (niem. Weidau, Weidenau, słow. Pastviny, Pastva, Spoločná pastva, węg. Nagy-mező) – położona na wysokości ok. 1460–1500 m duża polana w Dolinie Kieżmarskiej, na południowych stokach Bujaczego Wierchu i Skrajnych Jatek, pomiędzy południową grzędą Golicy Bielskiej i Rakuskim Grzbietem w Tatrach Bielskich.
Zajmuje morenowe, wysoko położone ponad dnem Doliny Kieżmarskiej tereny zasypane zwietrzałym materiałem znoszonym przez lawiny spod Bujaczej Przełęczy. Dawniej, i to co najmniej od XIV w., Pastwa była intensywnie wypasana, głównie przez pasterzy z Białej Spiskiej, Rakus i Kieżmarku, dorywczo również przez innych, zwłaszcza z zamku w Niedzicy. Na punkcie tego wypasu już od 1310 r. dochodziło do konfliktów pomiędzy Białą Spiską a zamkiem w Niedzicy, później również Kieżmarkiem. Zdarzały się nawet krwawe walki i to również z udziałem wojska. Wielokrotnie w różny sposób wytyczano granice (1534, 1701, 1719 r.). Ostatecznie w 1733 r. podzielono ten sporny obszar pomiędzy Białą Spiską, Kieżmark i Rakusy. Stąd też pochodzi nazwa Wspólna Pastwa (w języku staropolskim wyraz pastwa oznaczał pastwisko). Rakusy otrzymały najbardziej północną część, obecnie nazywa się ona Rakuskim Koszarem. Istnieje spore zamieszanie w kwestii nazewnictwa tego obszaru, nazwą Pastwa początkowo obejmowano większy obszar, bo od Przełęczy nad Czerwoną Glinką aż po Bielską Kopę, używano też różnych nazw: Pastwa, Wspólna Pastwa, Polana, Na Wspólne, Rakuska Pastwa.
W 1876 roku w pobliżu koszarów bialskiego i kieżmarskiego Węgierskie Towarzystwo Karpackie wybudowało dwuizbowe Schronisko Idziego, które po czterech latach – wskutek zatargów z miejscowymi pasterzami – przeniesiono nad Zielony Staw Kieżmarski
Na Pastwie i w jej pobliżu miało miejsce wiele wypadków śmierci ludzi i zwierząt w czasie śnieżyc. Np. w 1859 zginęło tak 5 pasterzy i 7 koni. Polana miała ok. 700 m długości i ok. 20 ha powierzchni, po zniesieniu pasterstwa jej powierzchnia stale zmniejsza się wskutek zarastania przez las. Dolną jej częścią prowadzi znakowany szlak turystyczny.

## Szlaki turystyczne
Tatrzańska Kotlina – rozdroże przy Huczawie – Schronisko pod Szarotką – Dolina do Siedmiu Źródeł – Smrekowy Dział – Dolina Przednich Koperszadów – Bielska Rówień – Biały Staw Kieżmarski. Odległość 9,7 km, suma podejść 1015 m, suma zejść 165 m, czas przejścia 3:40 h, z powrotem 2: 50 h

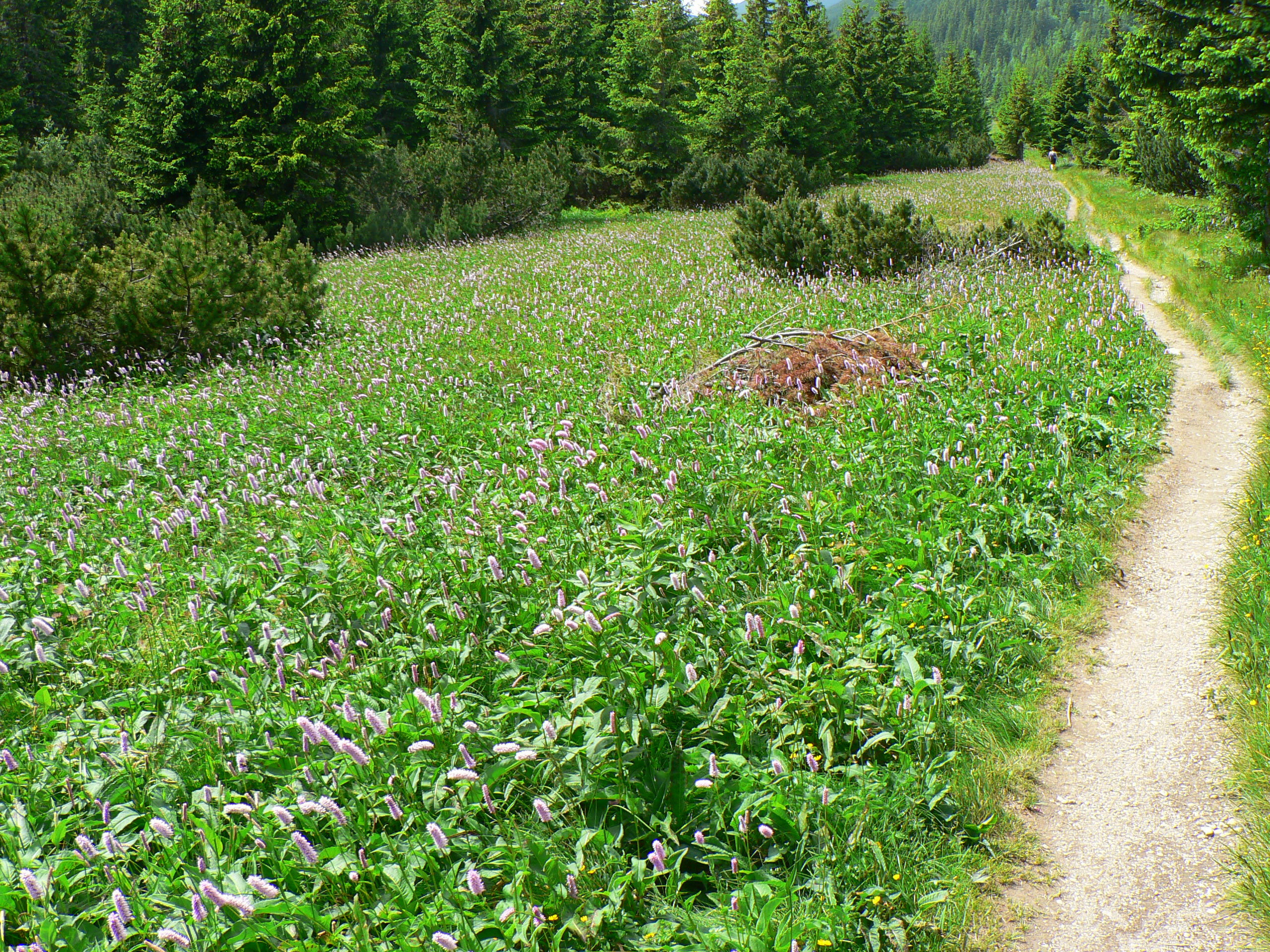
Południowy skraj polany